# Поли Стайрин
Поли Стайрин (англ. Poly Styrene, игра слов рус. Поли Стирол), настоящее имя — Мэриан Эллиот, англ. Marianne Elliott; 3 июля 1957, Бромли, Кент — 25 апреля 2011, Суссекс, Англия) — британская певица и автор песен, получившая наибольшую известность как солистка панк-рок-группы новой волны X-Ray Spex. Журнал Billboard назвал Поли Стайрин «архетипом современного феминистского панка».

## Биография

### Ранние годы
Мэриан Эллиот родилась в 1957 году в городе Бромли, Кент, но выросла в Брикстоне. Её отец был эмигрантом из Сомали и происходил из аристократической семьи, а мать, имевшая шотландско-ирландские корни, работала секретаршей в адвокатской конторе. Родители развелись когда Мэриан была ещё ребёнком, и мать вырастила и воспитала свою дочь одна. С детства Мэриан была очень независимой, из-за чего у неё часто возникали проблемы в школе и дома.
В возрасте 15 лет, соскучившись от монотонной жизни, Мэриан оставила родительский дом и начала жизнь хиппи, путешествуя автостопом с одного музыкального фестиваля на другой. Её приключения завершились после того, как она заболела заражением крови, наступив на ржавый гвоздь во время купания в реке.
В разное время, Мэриан мечтала стать то дизайнером одежды, то стюардессой, то актрисой. Она попыталась поступить в Королевскую академию драматического искусства, но не прошла собеседование. Чтобы заработать на жизнь, Мэриан устроилась работать машинисткой. Именно в этот период она начала писать свои первые строчки. Затем она открыла свой магазинчик одежды, в котором продавала китчевую одежду ярких, кричащих цветов, включая платья, скроенные из пластика. Магазинчик назывался «Poly Styrene» (русск. — Поли Стирол) и его название впоследствии стало сценическим псевдонимом певицы.

### Начало музыкальной карьеры. Основание X-Ray Spex.
Летом 1975 года, в день своего восемнадцатилетия, Мэриан побывала на концерте Sex Pistols. После концерта Мэриан решила, что «тоже способна на такое». В 1976 году она записала и выпустила сингл в стиле регги — «Silly Billy». Сингл, однако, коммерческого успеха не имел и критиками также замечен не был. В том же году Мэриан основала группу X-Ray Spex. Другие участники группы пришли, откликнувшись на объявление, которое Мэриан разместила в двух крупных британских музыкальных журналах: New Musical Express и Melody Maker. Менеджер группы посчитал, что было бы хорошо иметь в её составе ещё одну женщину, и в коллектив была принята начинающая саксофонистка Лора Лоджик.
На момент создания группы, её участники были очень молоды: Мэриан ещё не исполнилось 20-ти, а Лоре Лоджик было всего 15 лет. Родители Лоры настаивали на том, чтобы девочка закончила учиться в школе. В результате Лоре пришлось покинуть ансамбль ещё до выхода дебютного альбома. Место Лоры в группе занял Руди Томпсон (настоящее имя — Стив Томпсон).

### «Germ Free Adolescents» и распад X-Ray Spex
Дебютный сингл X-Ray Spex, «Oh Bondage, Up Yours», стал одним из символов протеста панка и предвосхитил появление феминистского движения Riot Grrrl 1990-х годов. Свой дебютный альбом, Germ Free Adolescents, группа выпустила в 1977 году. Он имел коммерческий успех и получил положительные отзывы критиков по обе стороны Атлантического океана.
В 1978 году, после концерта в Дорчестере, у Мэриан появились галлюцинации, в которых она видела розовый свет в небе, и чувствовала, как предметы, к которым она прикасалась, начинали трескаться. Мать отвела её в больницу, где ей поставили диагноз — шизофрения. Врачи госпитализировали Мэриан, объявив, что она больше никогда не сможет работать. По этой и другим причинам группа X-Ray Spex распалась, просуществовав всего два года и выпустив пять синглов и один альбом.
Вскоре выяснилось, что у Мэриан была не шизофрения, а биполярное аффективное расстройство. В результате, в течение нескольких последующих лет, она должна была проводить часть своего времени в больницах. В этот период Мэриан, с одной стороны, скучала по музыке, но с другой — чувствовала, что для неё было хорошо на какое-то время оказаться вне поле зрения публики.

### Начало сольной карьеры. Обращение в индуизм и жизнь в кришнаитской общине
В 1980 году Поли Стайрин записала свой первый сольный альбом Translucence. Отличительной чертой альбома было джазовое звучание, предвосхитившее музыку группы 1990-х годов Everything But the Girl. В том же году Поли Стайрин приняла гаудия-вайшнавизм и присоединилась к Международному обществу сознания Кришны (ИСККОН).
В 1983 году, вскоре после рождения дочери, она поселилась в кришнаитской общине Бхактиведанта-мэнор, где в то время уже жила Лора Лоджик, также ставшая кришнаиткой. Поли Стайрин и Лора открыли свою студию, в которой с участием других кришнаитов записывали индуистскую музыку. Вместе с другими кришнаитами, Поли и Лора также основали регги-группу Juggernaut, выступив в её составе на Гластонберийском фестивале 1983 года. Группа, однако, вскоре распалась, не записав ни одного альбома.
В свою бытность в Бхактиведанта-мэноре Поли Стайрин помолвилась с одним из кришнаитов общины, но помолвка так и не закончилась браком. Поли Стайрин до самой своей смерти продолжала следовать кришнаитской вере.

### Поздний период. Общественная деятельность.
Второй сольный альбом Поли Стайрин, God’s & Godesses, вышел в свет в 1986 году на лейбле звукозаписи Awesome. В нём нашла отражение индуистская вера певицы. Третий сольный альбом певицы, Flower Aeroplane, был записан в стиле нью-эйдж и вышел в свет в 2004 году.
6 сентября 2006 года Поли Стайрин выступила в составе X-Ray Spex в лондонском The Roundhouse. В том же году, она спела дуэтом с Джоном Роббом из группы Goldblade для ремикса песни «City of Christmas Ghosts». В 2008 году, Поли Стайрин выступила на концерте в Парке Виктории в Лондоне, посвящённом 30-й годовщине основания движения «Рок против расизма».
В марте 2009 года, Поли Стайрин приняла участие в дебатах звёзд британской эстрады с мэром Лондона Кеном Ливингстоном. В ходе дебатов обсуждались злободневные политические вопросы, социальное неравенство, война и материализм, а также проблема консюмеризма в современном обществе. Тогда же, вместе с другими музыкантами, Поли Стайрин приняла участие в кампании против Google, обвинив корпорацию в невыплате авторских гонорраров за видеоклипы, размещённые на YouTube. В результате, Google вынужден был убрать с YouTube несколько миллионов видеоклипов.
Четвёртый и последний альбом Поли Стайрин, Generation Indigo, вышел в свет 28 марта 2011 года — всего за месяц до смерти певицы. Альбом получил положительные отзывы критиков.

### Смерть
Последние годы Поли Стайрин провела в своём доме в городке Сент-Леонардс, Восточный Суссекс. В феврале 2011 года она объявила прессе о том, что проходит курс лечения от рака груди. В одном из интервью Поли Стайрин поведала, что во время болезни находила духовное утешение в своей кришнаитской вере.
Поли Стайрин умерла вечером 25 апреля 2011 года. В момент смерти рядом с ней находились её мать и дочь Селест. На официальном сайте певицы было опубликовано следующее сообщение: «С прискорбием сообщаем, что великолепная Поли Стайрин, мужественно сражавшаяся с болезнью — проиграла свой последний бой. Это случилось в понедельник вечером». За месяц до своей смерти, Поли Стайрин сказала в интервью журналу The Quietus:
...это тело — всего лишь материальное тело, внешний покров. Оно состарится и умрёт, но мы можем что-то оставить после нас в нашей музыке и искусстве.
Одним из первых артистов, прокомментировавших смерть Поли Стайрин, был английский певец Бой Джордж, написавший на своей страничке в Twitter:
Я был фанатом Поли ещё до нашего с ней знакомства. Как и я, она тоже была последовательницей Кришны. Будь ты благословенна, Поли, нам тебя будет не хватать. Ты была настоящей легендой!